# Magyar gyeplabdabajnokság
A magyar gyeplabdabajnokságot 1929 óta írja ki és rendezi meg a Magyar Gyeplabda Szakszövetség. A bajnokságot csak férfiak részére írják ki. 2000 óta a bajnokságot műfüves pályán rendezik.
A legtöbb bajnoki címet az Építők HC és a Soroksári HC nyerte, 30–30-szor győztek.

## Jelenlegi résztvevők
| - Építők HC - Piros-Fehér HC - Soroksári HC - Szent László DSE |

## Lebonyolítási rendszer
- Alapszakasz: körmérkőzéses rendszerben (6 forduló)
- Rájátszás: 1 győzelemig tartó play-off rendszer

## Az eddigi érmesek
| Évad    | 1. hely                                           | 2. hely                                           | 3. hely                                           |
| ------- | ------------------------------------------------- | ------------------------------------------------- | ------------------------------------------------- |
| 1929    | Magyar HC                                         | MAC                                               | BBTE                                              |
| 1930    | MAC                                               | Magyar HC                                         | BBTE                                              |
| 1931    | MAC                                               | Magyar HC                                         | BBTE                                              |
| 1932    | Magyar HC                                         | BBTE                                              | Amateur HC                                        |
| 1933    | Amateur HC                                        | BBTE                                              | MAC                                               |
| 1934    | Amateur HC                                        | Magyar HC                                         | MAC                                               |
| 1935    | BBTE                                              | Magyar HC                                         | Amateur HC                                        |
| 1936    | BBTE                                              | Amateur HC                                        | MAC                                               |
| 1936–37 | BBTE                                              | Amateur HC                                        | Magyar HC                                         |
| 1937–38 | BBTE                                              | Magyar HC                                         | MAC                                               |
| 1938–39 | BBTE                                              | Magyar HC                                         | Amateur HC                                        |
| 1939–40 | BBTE                                              | Magyar HC                                         | Ferencvárosi TC                                   |
| 1941    | BBTE                                              | Amateur HC                                        | Magyar HC                                         |
| 1942    | Magyar HC                                         | BBTE                                              | BKE                                               |
| 1943    | BBTE                                              | Magyar HC                                         | Amateur HC                                        |
| 1944    | Amateur HC                                        | BBTE                                              | MAC?                                              |
| 1946–47 | Budai Kinizsi TE                                  | Magyar HC                                         | BKE?                                              |
| 1947–48 | Vasas SC                                          | BKE                                               | Ferencvárosi TC                                   |
| 1948–49 | BKE                                               | MTK                                               | Ferencvárosi TC                                   |
| 1949–50 | Textiles SE                                       | Meteor MALLERD                                    | Meteor Háztartási Bolt                            |
| 1950    | Textiles SE                                       | Építők KSE                                        | ÉDOSZ SE                                          |
| 1951    | Bp. Postás                                        | Bp. Építők                                        | Bp. Kinizsi                                       |
| 1952    | Postás Közhír                                     | Bp. Kinizsi                                       | Bp. Építők                                        |
| 1953    | Bp. Kinizsi                                       | ?                                                 | ?                                                 |
| 1954    | Bp. Szikra                                        | Bp. Építők                                        | Bp. Postás                                        |
| 1955    | Bp. Törekvés                                      | Bp. Építők                                        | Bp. Szikra                                        |
| 1957    | Bp. Építők                                        | Bp. Postás                                        | BVSC                                              |
| 1957–58 | BVSC                                              | Bp. Építők                                        | Bp. Postás                                        |
| 1958–59 | Bp. Építők                                        | BVSC                                              | Bp. Postás                                        |
| 1960    | Bp. Építők                                        | Kinizsi Sörgyár SK                                | Bp. Postás                                        |
| 1961    | Kinizsi Sörgyár SK                                | Bp. Építők                                        | Bp. Postás                                        |
| 1962    | Bp. Építők                                        | BVSC                                              | Rózsa Ferenc Építők                               |
| 1963    | Bp. Építők                                        | Bp. Postás                                        | BVSC                                              |
| 1964    | Bp. Építők                                        | BVSC                                              | Bp. Postás                                        |
| 1965    | BVSC                                              | Bp. Építők                                        | Kinizsi Sörgyár SK                                |
| 1966    | Bp. Építők                                        | Bp. Postás                                        | Kőbányai Sörgyár SK                               |
| 1967    | Bp. Építők                                        | Bp. Postás                                        | Kőbányai Sörgyár SK                               |
| 1968    | Bp. Építők                                        | Kőbányai Sörgyár SK                               | BVSC                                              |
| 1969    | Bp. Építők                                        | MÁVAUT SK                                         | Kinizsi Sörgyár SK                                |
| 1970    | Kinizsi Sörgyár SK                                | Bp. Építők                                        | MÁVAUT SK                                         |
| 1971    | Kinizsi Sörgyár SK                                | Bp. Építők                                        | MÁVAUT SK                                         |
| 1972    | Kinizsi Sörgyár SK                                | MÁVAUT Volán SC                                   | Bp. Építők                                        |
| 1973    | MÁVAUT Volán SC                                   | Bp. Építők                                        | Kinizsi Sörgyár SK                                |
| 1974    | Bp. Építők                                        | Volánbusz SC                                      | Kinizsi Sörgyár SK                                |
| 1975    | Volánbusz SC                                      | Kinizsi Sörgyár SK                                | Bp. Építők                                        |
| 1976    | Kinizsi Sörgyár SK                                | Volánbusz SC                                      | Bp. Építők                                        |
| 1977    | Bp. Építők                                        | Budai Pedagógus                                   | Gödöllői SC                                       |
| 1978    | Volánbusz SC                                      | Építők SC                                         | Budai Pedagógus                                   |
| 1979    | Építők SC                                         | Budai Pedagógus                                   | Volánbusz SC                                      |
| 1980    | Budai Pedagógus                                   | Építők SC                                         | Kinizsi Sörgyár SK                                |
| 1981    | Építők SC                                         | Budai Pedagógus                                   | Kinizsi Sörgyár SK                                |
| 1982    | Építők SC                                         | Budai Pedagógus                                   | Kinizsi Sörgyár SK                                |
| 1983    | Építők SC                                         | Budai Pedagógus                                   | Kinizsi Sörgyár SK                                |
| 1984    | Építők SC                                         | Volánbusz SC                                      | Budai Pedagógus                                   |
| 1985    | Építők SC                                         | Gödöllői SC                                       | Kinizsi Sörgyár SK                                |
| 1986    | Építők SC                                         | Volán SC                                          | Kinizsi Sörgyár SK                                |
| 1987    | Építők SC                                         | Volán SC                                          | Novitax SE                                        |
| 1988    | Építők SC                                         | Volán SC                                          | Novitax Spartacus SE                              |
| 1989    | Építők SC                                         | Volán SC                                          | Budai Pedagógus                                   |
| 1990    | Építők SC                                         | Volán SC                                          | Budai Pedagógus                                   |
| 1991    | Volán SC                                          | Építők HC                                         | Tabán SE                                          |
| 1992    | Volán SC                                          | Építők HC                                         | Novitax SE                                        |
| 1993    | Volán SC                                          | Építők HC                                         | Építők HC Junior                                  |
| 1994    | Rosco HC                                          | Építők HC                                         | Építők HC Junior                                  |
| 1995    | Rosco HC                                          | Építők HC                                         | Amatőr HC                                         |
| 1996    | Rosco HC                                          | Építők HC                                         | Amatőr HC                                         |
| 1997    | Rosco SE                                          | Építők HC                                         | Amatőr HC                                         |
| 1998    | Építők HC                                         | Rosco SE                                          | Tabán SE                                          |
| 1999    | Rosco SE                                          | Építők HC                                         | Tabán SE                                          |
| 2000    | Építők HC                                         | Rosco SE                                          | Tabán SE                                          |
| 2001    | Rosco SE                                          | Építők HC                                         | Tabán SE                                          |
| 2002    | Rosco SE                                          | Építők HC                                         | ARES Hungária HC                                  |
| 2003    | Rosco SE                                          | Építők HC                                         | Olcote HC                                         |
| 2003–04 | Rosco SE                                          | Építők HC                                         | ARES Hungária HC                                  |
| 2004–05 | Építők HC                                         | Rosco SE                                          | Olcote HC                                         |
| 2005–06 | Rosco SE                                          | Építők HC                                         | Rosco SE II.                                      |
| 2006–07 | Rosco SE                                          | Építők HC                                         | Rosco SE II.                                      |
| 2007–08 | Rosco SE                                          | Építők HC                                         | Olcote HC                                         |
| 2008–09 | Építők HC                                         | Rosco SE                                          | Olcote HC                                         |
| 2009–10 | Rosco SE                                          | Építők HC                                         | Olcote HC                                         |
| 2010–11 | Rosco SE                                          | Építők HC                                         | Olcote HC                                         |
| 2011–12 | Rosco SE                                          | Olcote HC                                         | Építők HC                                         |
| 2012–13 | Soroksári HC                                      | Építők HC                                         | Olcote HC                                         |
| 2013–14 | Soroksári HC                                      | Építők HC                                         | Olcote HC                                         |
| 2014–15 | Soroksári HC                                      | Építők HC                                         | Szent László DSE-Olcote HC                        |
| 2015–16 | Soroksári HC                                      | Építők HC                                         | Szent László DSE-Olcote HC                        |
| 2016–17 | Soroksári HC                                      | Építők HC                                         | Szent László DSE-Olcote HC                        |
| 2017–18 | Soroksári HC                                      | Építők HC                                         | Szent László DSE                                  |
| 2018–19 | Soroksári HC                                      | Építők HC                                         | Grassalkovich Soroksári HC                        |
| 2019–20 | A koronavírus-járvány miatt nem avattak bajnokot. | A koronavírus-járvány miatt nem avattak bajnokot. | A koronavírus-járvány miatt nem avattak bajnokot. |
| 2020–21 | Soroksári HC                                      | Építők HC                                         | Grassalkovich Soroksári HC                        |
| 2021–22 | Soroksári HC                                      | Építők HC                                         | Grassalkovich Soroksári HC                        |
| 2022–23 | Építők HC                                         | Soroksári HC                                      | Szent László DSE                                  |
| 2023–24 | Építők HC                                         | Soroksári HC                                      | Grassalkovich Piros-Fehér HC                      |
| 2024–25 | Építők HC                                         | Soroksári HC                                      | Szent László DSE                                  |

## Lásd még
- Magyar gyeplabdakupa